# Blood, Sweat & Tears

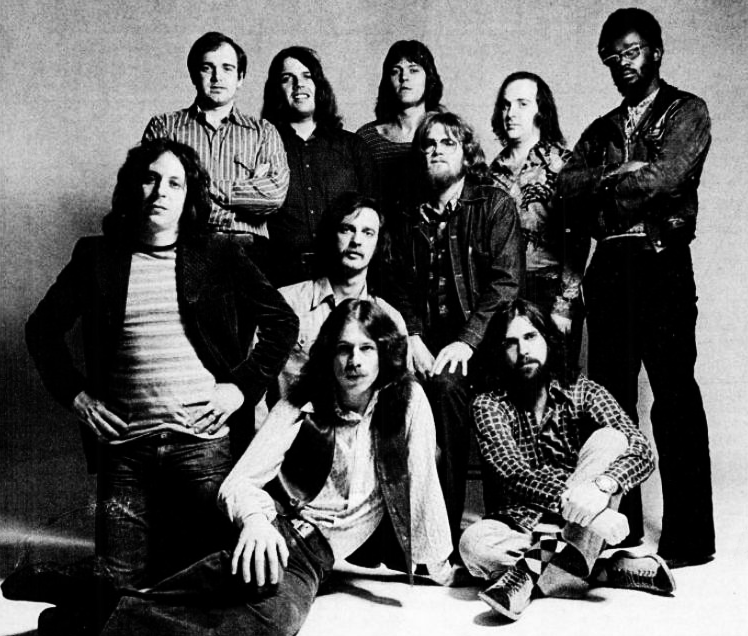
Blood, Sweat & Tears

Blood, Sweat & Tears is een toonaangevende crossoverband, die bekendstaat om het combineren van jazzmuziek met psychedelische rock uit de jaren 60.

## Historie
Blood, Sweat & Tears werd opgericht in 1967 in New York door Al Kooper, Jim Fielder, Fred Lipsius, Randy Brecker, Jerry Weiss, Dick Halligan, Steve Katz en Bobby Colomby. Het debuutoptreden in Cafe Au Go Go was al direct een groot succes, omdat het publiek onder de indruk was van de verschillende muziekstijlen die de band kon combineren. De groep was vernoemd naar het gelijknamige album van Johnny Cash uit 1963.
Nadat de band een platencontract had gekregen bij Columbia Records kwam hun eerste album uit: Child Is Father to the Man (1968). Dit album lag ongekend goed bij critici, maar werd maar matig populair, omdat er nauwelijks popgeoriënteerde nummers op stonden. Mede door de tegenvallende verkoopcijfers begonnen de relaties tussen de bandleden mankementen te vertonen. Columbia Records en Steve Katz wilden dat Al Kooper niet meer zou zingen, maar alleen nog orgel zou spelen. De platenmaatschappij zou dan een professionele zanger inhuren. Dit was voor Kooper de reden om de band te verlaten. Ook Brecker en Weiss verlieten de band, omdat zij de kans kregen toe te treden tot de bands van respectievelijk Horace Silver en Ambergris.
Columbia Records begon een nieuwe zanger te werven en koos uiteindelijk voor David Clayton-Thomas. Met Chuck Winfield, Lew Soloff en Jerry Hyman erbij telde de band uiteindelijk negen leden. Zij brachten een tweede album uit, Blood, Sweat & Tears uit 1969. Dat album had veel meer popinvloeden en was daardoor populairder. De 3 singles die van dat album werden uitgebracht, You've Made Me So Very Happy (een coverversie van een hit van Brenda Holloway), Spinning Wheel en And When I Die, werden stuk voor stuk een succes.
Wegens het succes van dit tweede album werd de groep gevraagd voor een optreden op Woodstock, het grootste rockconcert van de jaren '60. Blood, Sweat & Tears speelde daar vijf nummers en werd daar volop voor geprezen.
In 1970 kwam een nieuw album uit, maar dat was een flop vergeleken met de vorige twee. Het vierde album bevestigde dat het niveau van de band daalde, en zorgde er bovendien voor dat er opnieuw problemen ontstonden tussen de bandleden onderling. Jerry Hyman werd vervangen door Dave Bargeron, en de rest van de groep splitste zich in een jazzfractie en een rockfractie. Zanger Clayton-Thomas verliet de groep om een solocarrière te beginnen. Hij werd vervangen door Bob Doyle, die op zijn beurt na enkele jaren weer werd vervangen door Jerry Fisher. Ook Fred Lipsius verliet de band en werd vervangen door Joe Henderson en daarna door Lou Marini Jr., terwijl Larry Willies in de plaats kwam van Dick Halligan. George Wadenius werd tweede gitarist. In de tussentijd bracht Columbia Records een Greatest Hits-album uit.
Met de nieuwe formatie werd de lp New Blood opgenomen. Dit album flopte opnieuw, waarna de groep besloot zich meer op jazzmuziek te richten. Dit besluit viel niet in de smaak van Jim Fielder en Steve Katz, die de band daarom verlieten. De albums No Sweat en Mirror Image verkochten slecht, maar David Clayton-Thomas kwam terug. Met hem als zanger werd New City weer een succes. Toch had de platenmaatschappij het vertrouwen in de groep verloren. De band kwam nu onder contract bij ABC Records, de concurrent van Columbia Records. Toen vervolgens Bobby Colomby, het laatste originele bandlid in 1976 opstapte, kon alleen Clayton-Thomas de band overeind houden. In 2004 ging de band opnieuw op tournee; Clayton-Thomas vertrok aan het eind van het jaar om zich op zijn solocarrière te richten. 
In 2019 werd Keith Paluso, deelnemer aan America's Got Talent, uitverkoren als nieuwe zanger.

## Discografie
- Child is father to the man
- Blood, Sweat & Tears
- Blood, Sweat & Tears 3
- Blood, Sweat & Tears 4
- Greatest Hits
- New Blood
- No Sweat
- Mirror Image
- New City
- In Concert (Live & Improvised)
- More than ever
- Brand new day
- Nuclear blues
- Blood, Sweat & Tears Live
- Chicago/Blood, Sweat & Tears Best of two Super Groups Live
- At Little Club
- Found Treasures
- The Collection
- What goes up... The best of ...
- Definitive Collection
- Hip Pickles
- Super Hits

## Hitlijsten

### Albums
| Album met eventuele hitnotering(en) in de Nederlandse Album Top 100 | Datum van verschijnen | Datum van binnenkomst | Hoogste positie | Aantal weken | Opmerkingen |
| ------------------------------------------------------------------- | --------------------- | --------------------- | --------------- | ------------ | ----------- |
| Blood, Sweat & Tears 3                                              | 1970                  | 15-08-1970            | 7               | 13           |             |
| Blood, Sweat & Tears 4                                              | 1971                  | 07-08-1971            | 31              | 6            |             |

### Singles
| Single met eventuele hitnotering(en) in de Nederlandse Top 40 | Datum van verschijnen | Datum van binnenkomst | Hoogste positie | Aantal weken | Opmerkingen |
| ------------------------------------------------------------- | --------------------- | --------------------- | --------------- | ------------ | ----------- |
| You've made me so very happy                                  | 1969                  | 12-04-1969            | 23              | 4            |             |
| Spinning wheel                                                | 1969                  | 28-06-1969            | 23              | 6            |             |
| And when I die                                                | 1969                  | 13-09-1969            | tip             | -            |             |
| Hi-de-ho                                                      | 1970                  | 12-09-1970            | 12              | 7            |             |
| Lucretia MacEvil                                              | 1970                  | 17-10-1970            | tip2            | -            |             |

### NPO Radio 2 Top 2000
| Nummers met noteringen in de NPO Radio 2 Top 2000 | '99  | '00 | '01  | '02  | '03  | '04  | '05  | '06  | '07  | '08  | '09  | '10  | '11  |
| ------------------------------------------------- | ---- | --- | ---- | ---- | ---- | ---- | ---- | ---- | ---- | ---- | ---- | ---- | ---- |
| Spinning Wheel                                    | 717  | 897 | 765  | 777  | 891  | 912  | 821  | 942  | 1091 | 910  | 1648 | 1345 | 1618 |
| You've Made Me So Very Happy                      | 1138 | -   | 1143 | 1674 | 1703 | 1532 | 1658 | 1609 | 1584 | 1603 | -    | 1893 | -    |

1. ↑  Een '-' betekent dat het nummer niet was genoteerd en een vetgedrukt getal geeft de hoogste notering van een nummer aan.
2. ↑  Deze tabel is bijgewerkt tot en met de laatste editie (2024).